# شورای عالی فرهنگ
شورای عالی فرهنگ از عالی‌ترین نهادهای دولتی فرهنگی و بالاترین نهاد در ساختار آموزش و پرورش ایران در عصر پهلوی بود  که بین ۱۳۱۷ و ۱۳۴۶ فعالیت می‌کرد. محمد معین، محمد سام، حسین نصر، ابوالحسن شعرانی، محمود شهابی و یدالله سحابی برخی از اعضای آن بودند. شورای عالی فرهنگ در سال ۱۳۱۷ با تغییر نام «شورای عالی معارف» تشکیل و مرجعی قانونی برای نظارت بر فعالیت‌ها و تدوین مقررات آموزشی تعیین شد. از مهمترین اقدامات آن توسعه دانشسراها، پایه‌گذاری اولین مدارس عشایری، انضمام بیمارستان‌ها به دانشکده پزشکی، تأسیس کتابخانه مرکزی دانشگاه و لایحه ترمیم حقوق معلمان بود.
این شورا در سال ۱۳۴۶ به شورای شاهنشاهی آموزش و پرورش تغییر نام داد و تا پایان دوره چهلوی مشغول به فعالیت بود.
از سوی دیگر در سال ۱۳۴۶ در اجرای «قانون تشکیل وزارت فرهنگ و هنر» شورایعالی جدیدی با نام شورای عالی فرهنگ و هنر تشکیل شد.

## اعضا
این شورا در هر دوره ۵ نفر عضو داشت. بسیاری از فرهیختگان و نویسندگان ایرانی عضو این شورا بودند، اگر چه برخی نیز به «دستور» مقامات دربار به عضویت این شورا درمی‌آمدند.

## اسامی برخی از اعضای شورا
ذبیح‌الله صفا، سید فخرالدین شادمان، سید حسین نصر، محمود شهابی، یدالله سحابی، محمد معین، ابوالحسن شعرانی، محمد سام اسدالله آل بویه، احمد میرعلائی، مهدی حائری یزدی، و…

## تصمیم‌گیری‌های مهم شورا
برگزاری کنگره‌ها و همایش‌های بین‌المللی و نامگذاری مکان‌های فرهنگی و چاپ نشریات و کتب خاص و تأسیس مؤسسه‌ها و بنیادهای فرهنگی فراوانی در دوران فعالیت شورای عالی فرهنگ انجام گرفت.

## اعضا
سید محمد تدین، فرهمند، غلامحسین رهنما، محمد مجتهدی، سید مهدی مجتهد لاهیجی، دکتر اسدالله ال بویه، محمدعلی فروغی، خلیل ملکی، دکتر ولی نصر، دکتر یدالله سحابی، اسماعیل مرآت، محسن غریب، ملک الشعرای بهار، دکتر محمود مهران، احمد سعیدی، دکتر احمد پارسا، احمد سعیدی، وحید تنکابنی، سید حسن تقی‌زاده، دکتر محمود حسابی، دکتر نصیری، دکتر علی‌اکبر سیاسی، محسن حداد، حسین اعلا، بدیع الزمان فروزانفر، یزدان فر، حسین پیرنیا (مؤتمن الملک)، سعید مالک (لقمان الملک)، رشید یاسمی، عیسی صدیق، محسن کلانتری، دکتر جواد آشتیانی، دکتر جهانشاه صالح، علی اکبر شایگان، مهندس مهدی بازرگان، دکتر عبدالله شیبانی، دکتر ابراهیم شمس آوری، دکتر منوچهر اقبال، ابوالقاسم نراقی، دکتر عباس ریاضی، دکتر روشن، دکتر سنجابی، مهندس ریاضی، سید محمد مشکوه، تجدد، غلامحسین مصاحب، غفاری، مهدی آذر، مرتضی قلی اسفندیاری، دکتر جناب، غلامعلی رعدی، حبیب‌الله مظفری، دکتر فرخ رو پارسا، محمد افشار، دکتر احمد هوشنگ شریفی، دکتر طوسی، حسین فرهودی، دکتر محمد سام، رضا جعفری، مهندس شقاقی، غلامحسین صدیقی، پرویز خانلری، دکتر محمد معین، فروغ کیا، میرسپاسی، فخرالدین شادمان، موسی آذرنوش، مجید آهی، احمد مقبلی، یحیی مهدوی، محمد علی ادب، نوروزیان، عظیم زاده، والی زاده، آیت الله مهدی حائری یزدی، دکتر ذبیح‌الله صفا، دکتر موسی عمید، نامدار، مهندس اشراقی، مرتضی موسی، دکتر خان بابا بیانی، شهابی، شعرائی، محمدنمازی، دکتر محمد مشایخی، رضافلاح، احمد مهران، دکتر بینا، پروفسور جمشید اعلم، فاطمی، دکتر اسماعیل فیلسوفی، دکتر فرهاد، محمد درخشش، دکتر محمود صناعی، مهندس اسفندیاری.